# Adrian Griffin
Adrian Darnell Griffin (Wichita, Kansas, 4 de julio de 1974) es un entrenador y exjugador de baloncesto estadounidense que jugó 9 temporadas en la NBA. Con 1,96 metros de estatura, jugaba en la posición de alero. 

## Carrera

### Universidad
Griffin pasó 4 temporadas con los Pirates de la Universidad de Seton Hall, y fue titular en tres de las cuatro campañas. Debutó en la temporada 1992-93 con 3,4 puntos de media. Como sophomore en la 1993-94 se ganó la titularidad con 9,7 puntos. 15,3 puntos y 19,5 puntos (además de 8,3 rebotes y 3,1 asistencias) fueron los registros que logró en sus años júnior y sénior, respectivamente. Fue incluido en su última temporada en el 2.º Mejor Quinteto de la Big East Conference.

### NBA
Griffin nunca fue elegido, y tras acabar su ciclo universitario pasó 3 temporadas entre la USBL y la CBA, además de un periodo de 8 partidos en el Roseto Basket de Italia entre julio y octubre de 1998. Empezó su carrera en la NBA en Boston Celtics en la temporada 1999-00. Previamente fue fichado por Miami Heat pero lo cortó sin debutar. Como rookie promedió unos buenos 7 puntos, 5.2 rebotes y 2.5 asistencias de media. Bajaría notablemente su rendimiento en la siguiente campaña con Boston, donde se quedó en 2.1 puntos.
El 27 de junio de 2001 firmó por Dallas Mavericks, donde pasó 2 buenas temporadas. En la temporada 2001-02 se marcó su mejor temporada en puntos con 7.2, además de 3.9 rebotes. En verano de 2003, Houston Rockets lo firmó como agente libre. Allí jugó 19 partidos sin ofrecer casi nada.
El 8 de septiembre de 2004, Houston lo traspasó, junto a Eric Piatkowski y Mike Wilks, a Chicago Bulls a cambio de Dikembe Mutombo. En la temporada 2005-06 volvió a Dallas Mavericks, donde jugó 52 partidos y 24 minutos de media para firmar 4.6 puntos y 4.4 rebotes.
El 31 de julio de 2006 fichó por Chicago Bulls. Sin embargo, el 21 de febrero de 2008 fue traspasado a Seattle SuperSonics en un traspaso a tres bandas entre los Sonics, Cleveland Cavaliers y los Bulls. El 13 de agosto de 2008 entró en un nuevo traspaso a tres bandas que le envió a Milwaukee Bucks.

### Entrenador
Al poco de acabar su etapa como jugador se unió a los Milwaukee Bucks como entrenador asistente de Scott Skiles por dos temporadas.
El 9 de septiembre de 2010, se convirtió en entrenador asistente de Chicago Bulls con Tom Thibodeau, puesto que mantuvo durante cinco temporadas.
Además, en 2014, Griffin aceptó dirigir como asistente el "Team USA" que fue medalla de oro en el Mundial de baloncesto de 2014.
El 26 de junio de 2015, fue contratado por Orlando Magic como entrenador asistente.
El 9 de junio de 2016, se marchó a Oklahoma City Thunder para ser el asistente de Billy Donovan.
El 25 de junio de 2018, fue contratado por Toronto Raptors para ser el asistente de Nick Nurse. Equipo que ganó las finales de 2019 y asistió a su primera victoria como entrenador oficial, durante los partidos disputados en la "burbuja de Orlando" en agosto de 2020.
Tras cinco años como asistente en Toronto, el 5 de junio de 2023, firma como técnico principal de los Milwaukee Bucks. Pero el 23 de enero es despedido con un récord de 30–13.

## Estadísticas de su carrera en la NBA

### Temporada regular
| Año     | Equipo  | PJ  | PT  | MPP  | %TC  | %3P  | %TL   | RPP | APP | ROB | TPP | PPP |
| ------- | ------- | --- | --- | ---- | ---- | ---- | ----- | --- | --- | --- | --- | --- |
| 1999–00 | Boston  | 72  | 47  | 26.8 | .424 | .281 | .753  | 5.2 | 2.5 | 1.6 | .2  | 6.7 |
| 2000–01 | Boston  | 44  | 0   | 8.6  | .340 | .346 | .750  | 2.0 | .6  | .4  | .1  | 2.1 |
| 2001–02 | Dallas  | 58  | 34  | 23.8 | .499 | .296 | .837  | 3.9 | 1.8 | 1.3 | .2  | 7.2 |
| 2002–03 | Dallas  | 74  | 48  | 18.6 | .433 | .250 | .844  | 3.6 | 1.4 | 1.0 | .1  | 4.4 |
| 2003–04 | Houston | 19  | 1   | 7.0  | .278 | .500 | .000  | 1.0 | .5  | .4  | .1  | .6  |
| 2004–05 | Chicago | 69  | 1   | 9.7  | .360 | .222 | .750  | 2.1 | .8  | .6  | .1  | 2.2 |
| 2005–06 | Dallas  | 52  | 45  | 23.9 | .480 | .000 | .774  | 4.4 | 1.7 | 1.0 | .2  | 4.6 |
| 2006–07 | Chicago | 54  | 1   | 10.8 | .473 | .000 | .789  | 2.0 | 1.1 | .6  | .1  | 2.5 |
| 2007–08 | Chicago | 22  | 2   | 10.1 | .400 | .000 | .429  | 1.7 | 1.0 | .6  | .1  | 2.3 |
| 2007–08 | Seattle | 13  | 0   | 6.5  | .375 | .000 | 1.000 | 1.7 | .4  | .4  | .1  | 1.1 |
| Total   | Total   | 477 | 179 | 16.8 | .438 | .278 | .763  | 3.2 | 1.4 | .9  | .1  | 4.0 |

### Playoffs
| Año   | Equipo  | PJ | PT | MPP  | %TC  | %3P  | %TL   | RPP | APP | ROB | TPP | PPP |
| ----- | ------- | -- | -- | ---- | ---- | ---- | ----- | --- | --- | --- | --- | --- |
| 2002  | Dallas  | 4  | 1  | 14.3 | .588 | .000 | .000  | 2.3 | 1.0 | .5  | .2  | 5.0 |
| 2003  | Dallas  | 15 | 2  | 8.7  | .415 | .333 | 1.000 | 2.9 | .5  | .3  | .0  | 2.5 |
| 2005  | Chicago | 5  | 0  | 17.2 | .517 | .000 | .800  | 4.0 | 1.8 | 1.0 | .0  | 6.8 |
| 2006  | Dallas  | 20 | 8  | 17.5 | .542 | .000 | .875  | 3.6 | 1.2 | .8  | .1  | 3.6 |
| 2007  | Chicago | 4  | 0  | 2.3  | .000 | .000 | .000  | .3  | .0  | .2  | .0  | .0  |
| Total | Total   | 48 | 11 | 13.2 | .487 | .200 | .765  | 3.0 | .9  | .6  | .1  | 3.4 |

## Estadísticas como entrenador
| Equipo    | Temp.   | P  | V  | D  | %V-D | Finalizó  | PP | VP | DP | %V-DP | Resultado |
| --------- | ------- | -- | -- | -- | ---- | --------- | -- | -- | -- | ----- | --------- |
| Milwaukee | 2023-24 | 43 | 30 | 13 | .698 | Despedido | -  | -  | -  | -     | -         |
| Total     | Total   | 43 | 30 | 13 | .698 |           | -  | -  | -  | -     |           |

## Vida personal
Está casado con Audrey Sterling y tienen tres hijos, que además juegan al baloncesto, Adrian Jr. ("AJ"), Alan, y también su hija, Aubrey.